# Bratislavia gusevi
Bratislavia gusevi is een ringworm uit de familie van de Naididae. De wetenschappelijke naam van de soort werd voor het eerst geldig gepubliceerd in 2021 door Gusakov.